# Стшегом (гміна)
Гміна Стшегом (пол. Gmina Strzegom) — місько-сільська гміна у південно-західній Польщі. Належить до Свідницького повіту Нижньосілезького воєводства.
Станом на 31 грудня 2011 у гміні проживало 27048 осіб.

## Площа
Згідно з даними за 2007 рік площа гміни становила 144.71 км², у тому числі:
- орні землі: 73.00 %
- ліси: 10.00 %

Таким чином, площа гміни становить 19.48 % площі повіту.

## Населення
Станом на 31 грудня 2011:
| Опис     | Загалом | Загалом | Чоловіки | Чоловіки | Жінки | Жінки |
| -------- | ------- | ------- | -------- | -------- | ----- | ----- |
| одиниця  | осіб    | %       | осіб     | %        | осіб  | %     |
| все      | 27048   | 100     | 13203    | 48.81    | 13845 | 51.19 |
| міське   | 16908   | 100     | 8111     | 47.97    | 8797  | 52.03 |
| сільське | 10140   | 100     | 5092     | 50.22    | 5048  | 49.78 |

## Сусідні гміни
Гміна Стшегом межує з такими гмінами: Добромеж, Явожина-Шльонська, Мшцивоюв, Швебодзіце, Уданін, Жарув.